# ويليام دونكان
ويليام دونكان (بالإنجليزية: William Duncan)‏ هو كاتب سيناريو ومخرج وممثل بريطاني (وحمل سابقاً جنسية المملكة المتحدة لبريطانيا العظمى وأيرلندا)، ولد في 16 ديسمبر 1879 في المملكة المتحدة، وتوفي في 8 فبراير 1961 بهوليوود في الولايات المتحدة.

## وصلات خارجية
- ويليام دونكان على موقع IMDb (الإنجليزية)
- ويليام دونكان على موقع ألو سيني (الفرنسية)
- ويليام دونكان على موقع ألو سيني (الفرنسية)
- ويليام دونكان على موقع أول موفي (الإنجليزية)
- ويليام دونكان على موقع قاعدة بيانات الأفلام السويدية (السويدية)
- ويليام دونكان على موقع إن إن دي بي (الإنجليزية)
- ويليام دونكان على موقع قاعدة بيانات الفيلم (الإنجليزية)
- ويليام دونكان على موقع كينوبويسك (الروسية)